# Phoebastria
Phoebastria là một chi chim trong họ Diomedeidae.

## Các loài
- Phoebastria albatrus
- Phoebastria immutabilis
- Phoebastria irrorata
- Phoebastria nigripes